# Catalogul Colecției Lyceum
Catalogul Colecției Lyceum (Editura Albatros și Editura Tineretului).
Primul număr al colecției a apărut în 1967 la Editura Tineretului.

## Lista

### Editura Tineretului
| An    | Nr. | Autor                                   | Titlu                                                      | Note |
| ----- | --- | --------------------------------------- | ---------------------------------------------------------- | --- |
| 1967  | 1   | Nicolae Bălcescu                        | Romînii supt Mihai-Voievod Viteazul *                      | Prefață și note finale de Paul Cornea |
| 1967  | 2   | Nicolae Bălcescu                        | Romînii supt Mihai-Voievod Viteazul **                     | |
| 1967  | 3   | Grigore Alexandrescu                    | Versuri și prozǎ                                           | Text stabilit și note de Iancu Fischer, studiu introductiv și note finale de Fl. Mihăilescu.                                                                                   |
| 1967  | 4   | Hortensia Papadat-Bengescu              | Concert din muzică de Bach                                 | Roman. |
| 1967  | 5   | Hortensia Papadat-Bengescu              | Drumul ascuns                                              | Roman. Text stabilit de Gheorghe Radu. |
| 1967  | 6   | Vergiliu                                | Eneida                                                     | epopee |
| 1967  | 7   | Grigore Ureche                          | Letopisețul Țării Moldovei                                 | Texte stabilite de P. P. Panaitescu. |
| 1967  | 8   | Geta Rǎdulescu-Dulgheru, Aurel Petrescu | Din presa literară românească a secolului XIX              | Retipărită în 1970 (Editura Albatros). |
| 1967  | 9   | I. L. Caragiale                         | Teatru                                                     | Ediție îngrijită de Al. Rosetti, Șerban Cioculescu și Liviu Călin. Prefață și note finale de Liviu Călin.                                                                      |
| 1967  | 10  | Dimitrie Cantemir                       | Descrierea Moldovei                                        | |
| 1967  | 11  | Mihail Kogălniceanu                     | Scrieri: literare, istorice, politice                      | Texte alese și studiu introductiv de Geo Șerban. |
| 1967  | 12  | Titu Maiorescu                          | Din „Critice”                                              | Critică literară. Ediție îngrijită de Domnica Filimon-Stoicescu. |
| 1967  | 13  | Toma Vescan                             | Lumina, gravitația și relativitatea                        | |
| 1967  | 14  | ***                                     | Dramaturgie română contemporană, vol. I                    | Antologie. Prefață și note de Valeriu Râpeanu. Cuprinde Căruța cu paiațe (Mircea Stefănescu), Trei generații (Lucia Demetrius).                                                |
| 1967  | 15  | ***                                     | Dramaturgie română contemporană, vol. II                   | Antologie. Prefață și note de Valeriu Râpeanu. Cuprinde Moartea unui artist (Horia Lovinescu), Ziariștii (Al. Mirodan), Ferestre deschise (Paul Everac).                       |
| 1968  | 16  | Ioan Slavici                            | Moara cu noroc                                             | Prefață și note finale de Domnica Filimon-Stoicescu. |
| 1968  | 17  | Mihail Sadoveanu                        | Nicoară Potcoavă                                           | Roman istoric. Prefață și note de Ion Roman. |
| 1968  | 18  | Mihai Eminescu                          | Proză                                                      | Text stabilit de Eugen Simion. |
| 1968  | 19  | I.A. Bassarabescu                       | Un om în toată firea: Schițe, nuvele, amintiri             | Ediție îngrijită și studiu introductiv de Tiberiu Avramescu. |
| 1968  | 20  | ***                                     | Proză latină                                               | antologie |
| 1968  | 21  | Marin Preda                             | Moromeții [vol. I]                                         | roman |
| 1968  | 22  | George Gamow                            | Unu, doi, trei... infinit: Fapte și speculații științifice | Traducere de Edmond Nicolau. |
| 1968  | 23  | ***                                     | Genul liric                                                | Margareta Iordan |
| 1968  | 24  | ***                                     | Cronicari munteni                                          | Antologie de Virgiliu Ene, text stabilit de Mihail Grogorian, prefață de Al. Piru. Ediția a II-a a apărut în 1973 la Editura Albatros.                                         |
| 1968  | 25  | Mateiu Caragiale                        | Craii de Curtea-Veche                                      | Ediție îngrijită de Perpessicius. Studiu introductiv și note finale de Teodor Vîrgolici.                                                                                       |
| 1968  | 26  | V. Rîdnik                               | Vînătorii de particule                                     | Traducere de Irina Andreescu și Sanda Felea. |
| 1968  | 27  | Florica T. Câmpan                       | Probleme celebre din istoria matematicii                   | |
| 1968  | 28  | Garabet Ibrăileanu                      | Studii literare                                            | |
| 1968  | 29  | George Topîrceanu                       | Versuri și proză                                           | Studiu introductiv, note și bibliografie de Virgiliu Ene. |
| 1968  | 30  | E. Lovinescu                            | Texte critice                                              | Critică literară. Ediție îngrijită, studiu introductiv și tabel cronologic de I. Negoițescu.                                                                                   |
| 1968  | 31  | Liviu Rebreanu                          | Ion, *                                                     | Roman realist. Volumul cuprinde Glasul pămîntului. |
| 1968  | 32  | Liviu Rebreanu                          | Ion, **                                                    | Roman realist. Volumul cuprinde Glasul iubirii. |
| 1968  | 33  | Balzac                                  | Eugénie Grandet Moș Goriot                                 | Romane. |
| 1968  | 34  | Mihail Sadoveanu                        | Zodia Cancerului sau Vremea Ducăi-Vodă                     | |
| 1968  | 35  | Eschil, Sofocle, Euripide               | Teatru: Perșii, Antigona, Troienele                        | Traduceri de Eusebiu Camilar, George Fotino și Dan Bota. Studiu introductiv, note finale și bibliografie de Ovidiu Drimba.                                                     |
| 1968  | 36  | C. Dobrogeanu-Gherea                    | Studii critice                                             | |
| 1968  | 37  | Duiliu Zamfirescu                       | Poezii, nuvele, romane                                     | Texte stabilite de G. C. Nicolescu și Al. Săndulescu. Prefață și note de Al. Săndulescu.                                                                                       |
| 1968  | 38  | Camil Petrescu                          | Ultima noapte de dragoste, întîia noapte de război         | Roman. |
| 1968  | 39  | Bogdan Petriceicu Hasdeu                | Pagini alese                                               | Ediție îngrijită, studiu introductiv și note de Mihai Drăgan. |
| 1968  | 40  | Vasile Alecsandri                       | Teatru                                                     | |
| 1968  | 41  | Jean Defradas                           | Literatura elină                                           | Traducere de Ileana Vulpescu. |
| 1968  | 42  | Bernard Barhad                          | Fiziologia adolescenței                                    | |
| 1968  | 43  | Voldemar Smilga                         | În goană după frumos                                       | Traducere din limba rusă de Nicolae Guma și Ludmila Nadolschi. |
| 1968  | 44  | Leonid Petrescu                         | Noua chimie a vieții                                       | |
| 1968  | 45  | Anne Terry White                        | Lumi dispărute                                             | Traducere de Florica Eugenia Condurachi. |
| 1968  | 46? |                                         |                                                            | |
| 1969? | 47  | Ion Heliade-Rădulescu                   | Scrieri alese                                              | Ediție îngrijită de Vladimir Drimba și prefață de Constantin Măciucă. Ediția a III-a a apărut la Editura Albatros în 1978.                                                     |
| 1969  | 48  | Cezar Petrescu                          | Întunecare, vol. I                                         | Roman. Studiu introductiv și note de Mihai Gafița. |
| 1969  | 49  | Cezar Petrescu                          | Întunecare, vol. 2                                         | Roman. Studiu introductiv și note de Mihai Gafița. |
| 1969? | 50  | Alexandru Macedonski                    | Versuri și proză                                           | Studiu introductiv și note de Mircea Anghelescu. Texte stabilite de Adrian Marino. Ediția a II-a a apărut la Editura Albatros, în 1976.                                        |
| 1968  | 51  | ***                                     | Clasicismul, *                                             | Antologie și note de Matei Călinescu, Andreea Dobrescu-Warodin, A. Bantaș, Cornel Mihai Ionescu.                                                                               |
| 1968  | 52  | ***                                     | Clasicismul, **                                            | Antologie și note de Matei Călinescu, Andreea Dobrescu-Warodin, A. Bantaș, Cornel Mihai Ionescu.                                                                               |
| 1969  | 53  | ***                                     | Dramaturgie românească (1918-1944), *                      | Studiu introductiv și note biografice de Margareta Bărbuță. |
| 1969  | 54  | ***                                     | Dramaturgie românească (1918-1944), **                     | Studiu introductiv și note biografice de Margareta Bărbuță. |
|       | 55  |                                         |                                                            | |
|       | 56  | Mihail Atanasiu                         | Construcții și experiențe de fizică                        | |
|       | 57  |                                         |                                                            | |
|       | 58  | D. Popovici                             | Poezia lui Mihai Eminescu                                  | Prefață de Ioana Petrescu. |
|       | 59  |                                         |                                                            | |
|       | 60  |                                         |                                                            | |
|       | 61  |                                         |                                                            | |
| 1969  | 62  | Liviu Rebreanu                          | Golanii                                                    | Ediție îngrijită și studiu introductiv de Niculae Gheran. |
| 1969  | 63  | ***                                     | Literatura română veche (1402-1647), *                     | Introducere, ediție îngrijită și note de G. Mihăilă și Dan Zamfirescu. |
| 1969  | 64  | ***                                     | Literatura română veche (1402-1647), **                    | Introducere, ediție îngrijită și note de G. Mihăilă și Dan Zamfirescu. |
| 1969  | 65  | Ion Budai-Deleanu                       | Țiganiada, vol. I                                          | Ediție critică de Florea Fugariu |
| 1969  | 66  | Ion Budai-Deleanu                       | Țiganiada, vol. II                                         | Ediție critică de Florea Fugariu. |
| 1969  | 67  | Marian Popa                             | Realismul, *                                               | antologie |
| 1969  | 68  | Marian Popa                             | Realismul, **                                              | antologie |
| 1969  | 69  | Marian Popa                             | Realismul, ***                                             | antologie |
| 1969  | 70  | George Șt. Andonie                      | Varia mathematica                                          | |
| 1969  | 71  | Ion Luca Caragiale                      | Kir Ianulea                                                | Antologie de nuvele și povestiri. Ediția a II-a a apărut la Editura Albatros, în 1979.                                                                                         |
|       | 72  |                                         |                                                            | |
|       | 73  |                                         |                                                            | |
|       | 74  |                                         |                                                            | |
|       | 75  |                                         |                                                            | |
|       | 76  |                                         |                                                            | |
| 1969  | 77  | Stendhal                                | Mînăstirea din Parma *                                     | roman |
| 1969  | 78  | Stendhal                                | Mînăstirea din Parma **                                    | Roman. |
| 1969  | 79  | N. Iorga                                | Studii literare. Vol. I: Scriitori români                  | Ediție îngrijită și studiu introductiv de Barbu Theodorescu. |
| 1970  | 80  | N. Iorga                                | Studii literare. Vol. II: Scriitori străini                | Ediție îngrijită și studiu introductiv de Barbu Theodorescu. |
|       | 81  |                                         |                                                            | |
|       | 82  | Ionel Teodoreanu                        | La Medeleni, vol. I (Hotarul nestatornic)                  | Studiu introductiv și note de Marian Popa. |
|       | 83  | Ionel Teodoreanu                        | La Medeleni, vol. II                                       | |
|       | 84  | Ionel Teodoreanu                        | La Medeleni, vol. III                                      | |
|       | 85  |                                         |                                                            | |
|       | 86  | ***                                     | Din presa literară românească (1900-1918)                  | Ediție îngrijită și prefațată de D. Murărașu. |
|       | 87  | Nicolae Filimon                         | Ciocoii vechi și noi: nenorocirile unui slujnicar          | Ediție îngrijită, tabel cronologic și bibliografie de Domnica Filimon-Stoicescu; studiu introductiv de Șerban Cioculescu. Ediția a II-a a apărut la Editura Albatros, în 1978. |
| 1970  | 88  | ***                                     | Școala ardeleană, vol. I                                   | Ediție critică de Florea Fugariu. |
| 1970  | 89  | ***                                     | Școala ardeleană, vol. II                                  | Ediție critică de Florea Fugariu. |
| 1970  | 90  | ***                                     | Școala ardeleană, vol. III                                 | Ediție critică de Florea Fugariu. |
| 1970  | 91  | A. I. Odobescu                          | Scrieri alese, vol. I                                      | Studiu introductiv de Tudor Vianu. Ediție critică de G. Pienescu. |
| 1970  | 92  | A. I. Odobescu                          | Scrieri alese, vol. II                                     | Studiu introductiv de Tudor Vianu. Ediție critică de G. Pienescu. |
| 1970  | 93  | Alecu Russo                             | Scrieri alese                                              | |
| 1970  | 94  | Ioan Popovici                           | Sub soarele tropicelor                                     | |

### Editura Albatros
Editura Albatros este o editură din România care a apărut în 1971, fosta Editura Tineretului (1952-1970).
| An   | Nr. | Autor                                        | Titlu                                                                       | Note |  |
| ---- | --- | -------------------------------------------- | --------------------------------------------------------------------------- | --- |  |
| 1970 | 95  | Gheorghe Gussi                               | Itinerar în analiza matematică                                              | |  |
|      | 96  |                                              |                                                                             | |  |
| 1971 | 97  | ***                                          | Junimea: amintiri, studii, scrisori, documente, vol. I                      | Ediție îngrijită, prefață și note de Cornel Regman. |  |
| 1971 | 98  | ***                                          | Junimea: amintiri, studii, scrisori, documente, vol. II                     | Ediție îngrijită, prefață și note de Cornel Regman. |  |
| 1971 | 99  | N. Iorga                                     | Scrieri istorice, vol. I                                                    | Ediție îngrijită și tabel cronologic de Barbu Theodorescu. Studiu introductiv de Aurelian Sacerdoțeanu. |  |
| 1971 | 100 | N. Iorga                                     | Scrieri istorice, vol. II                                                   | Ediție îngrijită și tabel cronologic de Barbu Theodorescu. Studiu introductiv de Aurelian Sacerdoțeanu. |  |
| 1971 | 101 | I. Al. Brătescu-Voinești                     | Întuneric și lumină                                                         | Prefață și note finale de Ion Apetroaie. Text îngrijit de Andrei Rusu. |  |
|      | 102 | Shakespeare                                  | Teatru, vol. I                                                              | Volumul cuprinde piesele Romeo și Julieta (tr. Virgil Teodorescu), Regele Lear (tr. Mihnea Gheorghiu) și Hamlet (tr. Dan Duțescu).                                                                                |  |
|      | 103 | Shakespeare                                  | Teatru, vol. II                                                             | Volumul cuprinde piesele Richard al III-lea (tr. Dan Duțescu), Visul unei nopți de vară (tr. Dan Grigorescu), Furtuna (tr. Leon Levițchi).                                                                        |  |
|      | 104 | George Coșbuc                                | Poezii                                                                      | Prefață, note și glosar de Gavril Scridon. |  |
|      | 105 |                                              |                                                                             | |  |
| 1971 | 106 | Dante Alighieri                              | Divina Comedie, Infernul, *                                                 | Traducere de Eta Boeriu. |  |
| 1971 | 107 | Dante Alighieri                              | Divina Comedie, Infernul, **                                                | Traducere de Eta Boeriu. |  |
|      | 108 |                                              |                                                                             | |  |
|      | 109 |                                              |                                                                             | |  |
|      | 110 |                                              |                                                                             | |  |
|      | 111 |                                              |                                                                             | |  |
| 1971 | 112 | Eugen Rusu                                   | De la Tales la Einstein: Gîndirea matematică în perspectivă istorică        | |  |
|      | 113 |                                              |                                                                             | |  |
| 1971 | 114 | Aurel Nicolescu                              | Observații asupra limbii scriitorilor români                                | Cuprinde Scrisoarea lui Neacșu, texte de Coresi, Kogălniceanu etc. |  |
|      | 115 |                                              |                                                                             | |  |
|      | 116 |                                              |                                                                             | |  |
|      | 117 | Alexandru Vlahuță                            | Versuri și proză                                                            | |  |
| 1971 | 118 | Nicolae Bănescu                              | Chipuri din istoria Bizanțului                                              | |  |
|      | 119 |                                              |                                                                             | |  |
|      | 120 |                                              |                                                                             | |  |
|      | 121 |                                              |                                                                             | |  |
|      | 122 |                                              |                                                                             | |  |
|      | 123 |                                              |                                                                             | |  |
| 1972 | 124 | Marcus Tullius Cicero                        | Filipice                                                                    | Traducere de Dumitru Crăciun |  |
|      | 125 | Ion Heliade Rădulescu                        | Scrieri alese                                                               | |  |
|      | 126 |                                              |                                                                             | |  |
|      | 127 |                                              |                                                                             | |  |
|      | 128 | George Bacovia                               | Versuri și proză                                                            | Ediția a II-a, revăzută și adăugită, a apărut în 1985. |  |
| 1972 | 129 | ***                                          | Nuvela istorică românească în secolul al XIX-lea                            | Antologie. Prefață și note de Dimitrie Vatamaniuc. |  |
|      | 130 |                                              |                                                                             | |  |
|      | 131 |                                              |                                                                             | |  |
|      | 132 |                                              |                                                                             | |  |
|      | 133 |                                              |                                                                             | |  |
|      | 134 |                                              |                                                                             | |  |
|      | 135 |                                              |                                                                             | |  |
| 1972 | 136 | Florica T. Câmpan                            | Probleme celebre                                                            | Aici este vorba de ediția a II-a, revăzută. |  |
| 1972 | 137 | Florica T. Câmpan                            | A doua carte cu probleme celebre din istoria matematicii                    | |  |
|      | 138 | Lucian Blaga                                 | Vol. I: Poezii                                                              | Antologie, prefață și bibliografie de George Gană. Cuprinde selecții din ciclurile Poemele luminii (1919), Pașii Profetului (1921), În marea trecere (1924), Lauda somnului (1929), La cumpăna apelor (1933) etc. |  |
|      | 139 | Lucian Blaga                                 | Vol. II: Teatru. Proză autobiografică                                       | |  |
|      | 140 |                                              |                                                                             | |  |
| 1973 | 141 | Delavrancea                                  | Sultănica: nuvele și schițe                                                 | |  |
| 1973 | 142 | Calistrat Hogaș                              | Pe drumuri de munte                                                         | Ediția 2-a în 1986 (altă copertă) |  |
|      | 143 |                                              |                                                                             | |  |
|      | 144 |                                              |                                                                             | |  |
|      | 145 |                                              |                                                                             | |  |
|      | 146 |                                              |                                                                             | |  |
|      | 147 |                                              |                                                                             | |  |
|      | 148 |                                              |                                                                             | |  |
|      | 149 |                                              |                                                                             | |  |
| 1973 | 150 | Dumitru Crăciun                              | Antologia poeziei latine                                                    | |  |
|      | 151 |                                              |                                                                             | |  |
| 1973 | 152 | Bogdan Petriceicu Hasdeu                     | Scrieri istorice, vol. I                                                    | |  |
| 1973 | 153 | Bogdan Petriceicu Hasdeu                     | Scrieri istorice, vol. II                                                   | |  |
| 1973 | 154 | H.R. Radian și T.J. Radian                   | Recreații matematice                                                        | |  |
|      | 155 |                                              |                                                                             | |  |
| 1986 | 156 | Anton Pann                                   | Povestea vorbii                                                             | Ediția a II-a revăzută |  |
| 1973 | 157 | Camil Petrescu                               | Suflete tari Jocul ielelor                                                  | teatru |  |
| 1973 | 158 | Camil Petrescu                               | Mitică Popescu Act venețian                                                 | teatru |  |
| 1973 | 159 | Camil Petrescu                               | Danton Bălcescu                                                             | teatru |  |
| 1973 | 160 | ***                                          | Studii despre Ion Creangă, vol. I                                           | Ediție îngrijită, prefață ți bibliografie de Ilie Dan |  |
| 1973 | 161 | ***                                          | Studii despre Ion Creangă, vol. II                                          | Ediție îngrijită, prefață ți bibliografie de Ilie Dan |  |
|      | 162 | Emanuel Vasiliu                              | Lumina – Undă electromagnetică?                                             | |  |
|      | 163 | Mihai Beniuc                                 | Poezii                                                                      | |  |
| 1973 | 164 | Charles Dickens                              | Marile speranțe, vol. I                                                     | Traducere de Vera Călin. Prefață de Dan Grigorescu |  |
| 1973 | 165 | Charles Dickens                              | Marile speranțe, vol. II                                                    | Traducere de Vera Călin. Prefață de Dan Grigorescu |  |
| 1973 | 166 | Caragiale                                    | Momente. Schițe                                                             | Antologie de Marieta Croicu și Virgiliu Ene. Prefață și tabel cronologic de Șt. Cazimir. |  |
|      | 167 |                                              |                                                                             | |  |
|      | 168 |                                              |                                                                             | |  |
|      | 169 |                                              |                                                                             | |  |
|      | 170 |                                              |                                                                             | |  |
| 1974 | 171 | Poeții Văcărești                             | Versuri alese                                                               | |  |
|      | 172 |                                              |                                                                             | |  |
|      | 173 |                                              |                                                                             | |  |
|      | 174 |                                              |                                                                             | |  |
| 1974 | 175 |                                              | Dramaturgia istorică românească, vol. I                                     | Ediție îngrijită, prefață, cronologie și note de Ion Nistor. |  |
| 1974 | 176 |                                              | Dramaturgia istorică românească, vol. II                                    | Ediție îngrijită, prefață, cronologie și note de Ion Nistor. |  |
|      | 177 | Thomas Mann                                  | Casa Buddenbrook, vol. I                                                    | |  |
|      | 178 | Thomas Mann                                  | Casa Buddenbrook, vol. II                                                   | |  |
|      | 179 | Thomas Mann                                  | Casa Buddenbrook, vol. III                                                  | |  |
|      | 180 | Alexandru Davila                             | Vlaicu - Vodă: și alte scrieri despre teatru                                | Prefață de Marian Popa. Antologie, tabel cronologic și antologie de D.D. Panaitescu. Conține și Sutașul Troian și Scrisori către un actor.                                                                        |  |
| 1975 | 181 | A. I. Odobescu                               | Pseudo-cynegeticos                                                          | Prefață de Constantin Măciucă. Ediție de G. Pienescu. Tabel cronologic de Geo Șerban |  |
|      | 182 |                                              |                                                                             | |  |
|      | 183 | Octav Onicescu                               | Învățați ai lumii                                                           | Portrete: Arhimede, Leonardo da Vinci, Copernic, Galileo Galilei, Blaise Pascal, Descartes, Newton, Guido Castelnuovo, Émile Borel, Corrado Gini, Gheorghe Țițeica, Dimitrie Pompeiu și Ion Simionescu.           |  |
|      | 184 | Horia Georgescu și Octavian Bâscă            | Programe în limbajul Fortran                                                | |  |
|      | 185 | ***                                          | Din presa literară românească (1918-1944)                                   | Ediție îngrijită, prefață și note de Eugen Marinescu. Ediția a II-a revăzută și adăugită a apărut în 1986. |  |
|      | 186 | Ion Agârbiceanu                              | Schițe și nuvele: antologie                                                 | Prefață și tabel cronologic de Vasile Molan. Ediția a II-a a apărut în 1983. |  |
| 1975 | 187 | Ilie Stănescu                                | Mulțimi de numere                                                           | |  |
|      | 188 |                                              |                                                                             | |  |
|      | 189 |                                              |                                                                             | |  |
|      | 190 | ***                                          | Culegere de literatură română patriotică și militantă                       | |  |
|      | 191 |                                              |                                                                             | |  |
| 1975 | 192 | E. Georgescu-Buzău, I. Drăghicescu, N. Matei | Probleme actuale de matematică în liceu                                     | Mulțimi - Structuri algebrice - Probabilități |  |
|      | 193 |                                              |                                                                             | |  |
|      | 194 | George Călinescu                             | Enigma Otiliei                                                              | |  |
|      | 195 |                                              |                                                                             | |  |
|      | 196 | Constantin Negruzzi                          | Pagini alese                                                                | Cu antologie, prefață, tabel cronologic și bibliogr. Ediția a II-a a apărut în 1982. |  |
|      | 197 |                                              |                                                                             | |  |
|      | 198 |                                              |                                                                             | |  |
| 1976 | 199 | Ion Neculce                                  | Letopisețul Țării Moldovei                                                  | |  |
|      | 200 |                                              |                                                                             | |  |
|      | 201 |                                              |                                                                             | |  |
|      | 202 |                                              |                                                                             | |  |
|      | 203 |                                              |                                                                             | |  |
| 1976 | 204 | N. Mihăescu                                  | Dinamica limbii române literare: vocabular, sintaxă, stil                   | |  |
|      | 205 | Mircea Tufescu                               | Evoluția speciilor animale                                                  | |  |
| 1976 | 206 | Gh. Bulgăr                                   | Scriitori români despre limbă și stil                                       | Antologie, introducere, comentarii, bibliografie și glosar de Gheorghe Bulgăr. |  |
| 1976 | 207 | ***                                          | 5 Nuvele contemporane                                                       | Culegere alcătuită și prefațată de George Muntean. |  |
| 1976 | 208 | ***                                          | 3 dramaturgi contemporani                                                   | |  |
|      | 209 |                                              |                                                                             | |  |
|      | 210 | Stendhal                                     | Roșu și negru                                                               | |  |
| 1977 | 211 | Anatole France                               | Insula pinguinilor                                                          | Roman. |  |
|      | 212 |                                              |                                                                             | |  |
|      | 213 | Dan N. Dobrescu și Florentina Ioanițescu     | Limbaje de programare pentru calculatoare de proces                         | |  |
|      | 214 |                                              |                                                                             | |  |
| 1977 | 215 | ***                                          | Balade populare românești                                                   | Ediție îngrijită, prefațată și bibliografie de Iordan Datcu. |  |
|      | 216 | Eugen Jebeleanu                              | Harfa si Minotaurul                                                         | |  |
|      | 217 |                                              |                                                                             | |  |
|      | 218 | Emanuel Vasiliu                              | Electronul – Corpuscul sau undă?                                            | |  |
| 1977 | 219 | Ilie Dan                                     | Studii despre opera lui Mihail Sadoveanu                                    | |  |
|      | 220 |                                              |                                                                             | |  |
| 1978 | 221 | Alexandru Piru                               | Valori clasice                                                              | |  |
|      | 222 | Mihai Iancu                                  | Universul alb                                                               | |  |
|      | 223 | Horia Georgescu și Petre Preoteasa           | Introducere în sistemul de operare Siris                                    | |  |
|      | 224 |                                              |                                                                             | |  |
| 1978 | 225 | Dimitrie Anghel                              | Versuri și proză                                                            | [ 8 ] |  |
| 1979 | 226 | Geo Bogza                                    | Priveliști și sentimente                                                    | Reportaje literare. |  |
| 1979 | 227 | Geo Bogza                                    | Cartea Oltului. Statuia unui rîu                                            | Reportaj literar. |  |
| 1979 | 228 | ***                                          | O istorie trăită a războiului de independență 1877-1878: Mărturii. Amintiri | Capitole despre proclamarea independenței, trecerea Dunării, atacul de la 27 august /8 septembrie 1877, Grivița, Plevna.                                                                                          |  |
| 1979 | 229 | Viorel Gh. Vodă                              | Triunghiul - ringul cu trei colțuri                                         | |  |
|      | 230 | Rodica Trandafir                             | Introducere în teoria probabilităților                                      | |  |
|      | 231 | Ion Luca Caragiale                           | Kir Ianulea                                                                 | |  |
|      | 232 | V. Bobancu                                   | Caleidoscop matematic                                                       | |  |
|      | 233 |                                              |                                                                             | |  |
|      | 234 |                                              |                                                                             | |  |
|      | 235 | Aurel Nicolescu                              | Analize gramaticale și stilistice                                           | |  |
| 1981 | 236 | Dimitrie Păcurariu                           | Scriitori și direcții literare: iluminism, clasicism, romantism, realism    | |  |
| 1981 | 237 | George C. Moisil                             | Cui i-e frică de fizica modernă?                                            | |  |
| 1981 | 238 | Dan Lăzărescu; Martin Gardner                | Paleoaritmetică și alte probleme de logică                                  | Non-ficțiune, ca Gh. Marinescu |  |
|      | 239 |                                              |                                                                             | |  |
| 1981 | 240 | Doru C. A. Duțu                              | Laserul: lumina de mîine                                                    | |  |
|      | 241 |                                              |                                                                             | |  |
| 1986 | 242 | Alexandru Philippide                         | Poezii                                                                      | Ediția a II-a, revăzută și adăugită |  |
|      | 243 | [[Nicolae Cocea\|N. D. Cocea                 | Scrieri alese                                                               | |  |
|      | 244 |                                              |                                                                             | |  |
|      | 245 | Anca Iordănescu                              | Fuziunea termonucleară controlată                                           | |  |
| 1982 | 246 | D. Caracostea                                | Studii critice                                                              | Ediție îngrijită, prefață, tabel cronologic și bibliografie de Ovidiu Bîrlea. |  |
| 1982 | 247 | N. Mihăescu                                  | Norme, abateri și inovații în limba română contemporană                     | |  |
| 1983 | 248 | Pierre Verone                                | Inventica                                                                   | |  |
|      | 249 |                                              |                                                                             | |  |
|      | 250 |                                              |                                                                             | |  |
| 1983 | 251 | Zaharia Stancu                               | Ce mult te-am iubit                                                         | Prefață, tabel cronologic și addenda de Antoaneta Tănăsescu. |  |
|      | 252 | ***                                          | La trecurtu-ți mare, mare viitor                                            | |  |
| 1983 | 253 | Gheorghe Păun                                | Din spectacolul matematicii                                                 | |  |
| 1983 | 254 | ***                                          | Legende populare românești                                                  | Ediție îngrijită de Octav Păun. |  |
| 1984 | 255 | Nicolae Mihăescu                             | Aspecte ale limbii române contemporane                                      | [ 10 ] |  |
| 1985 | 256 | Nicolae Labiș                                | Poezii                                                                      | Ediție îngrijită, prefață, tabel cronologic și addenda de Antoaneta Tănăsescu. |  |
| 1986 | 257 | Dimitrie Bolintineanu                        | Legende istorice. Poezii                                                    | [ 11 ] |  |

## Imagini

Coperta cărții Pe drumuri de munte de Calistrat Hogaș ediția I din 1973 din Catalogul Colecției Lyceum
Coperta cărții Pe drumuri de munte de Calistrat Hogaș ediția a II-a din 1986 din Catalogul Colecției Lyceum

## Vezi și
- Lista volumelor publicate în Colecția SF (Editura Tineretului)
- Biblioteca pentru toți
  - Catalogul Colecției Biblioteca pentru toți (Editura Minerva)
- Biblioteca pentru toți copiii